# 北葛伦 (科罗拉多州)
北葛伦（英語：Northglenn）是美国科罗拉多州亚当斯县和韋爾德縣下属的一座城市。建市于1969年4月19日，面积大约为7.502平方英里（19.43平方公里）。根据2010年美国人口普查，该市有人口35,789人。2011年估计该市有人口36,588人，相比2010年人口增长率为2.23%。同时，论人口该市是科罗拉多州第21大城市。